# Limite di Bremermann
Il limite di Bremermann è la massima velocità computazionale di un sistema auto-contenuto nell'universo materiale. Formulato per la prima volta nel 1962 dal matematico da cui prende il nome Hans-Joachim Bremermann, deriva dall'equivalenza massa-energia di Einstein e dal principio di indeterminazione di Heisenberg, ed è equivalente a c2/h ≈ 1.36 × 1050 bits al secondo per kilogrammo. Questo valore è importante quando si progettano algoritmi crittografici e può essere usato per determinare la dimensione minima delle chiavi crittografiche o degli algoritmi di hash per creare un algoritmo che non possa mai essere decifrato da una ricerca esaustiva.
Per esempio, un computer con la massa dell'intero pianeta Terra operando nel limite di Bremermann potrebbe eseguire approssimativamente 1075 computazioni matematiche al secondo. Se ipotizzassimo che una chiave crittografica possa essere testata con una sola operazione, allora una tipica chiave da 128 bit verrebbe decifrata in meno di 10-36 secondi. Tuttavia, una chiave da 256 bit (che è già in uso in alcuni sistemi) richiederebbe all'incirca 2 minuti. Utilizzando una chiave da 512 bit il tempo di decifrazione verrebbe alzato a circa 1072 anni, senza considerare il tempo per la decrittazione di più di un valore costante (a seconda dell'algoritmo di cifratura utilizzato).